# Socorro (Oriental Mindoro)
Socorro ist eine philippinische Stadtgemeinde in der Provinz Oriental Mindoro, in der Verwaltungsregion IV-B, Mimaropa. Sie hat 39.099 Einwohner (Zensus 1. August 2015), die in 26 Barangays lebten. Sie wird als Gemeinde der dritten Einkommensklasse auf den Philippinen und als teilweise urbanisiert eingestuft. 
Die Topographie der Gemeinde ist gekennzeichnet durch flachhügeliges Terrain. Teile des Lake-Naujan-Nationalparks liegen auf dem Gebiet der Gemeinde. Ihre Nachbargemeinden sind Pola im Osten, Victoria im Westen, Pinamalayan im Süden. 

## Baranggays
| - Bagsok - Batong Dalig - Bayuin - Bugtong Na Tuog - Calocmoy - Calubayan - Catiningan - Fortuna - Happy Valley - Leuteboro I - Leuteboro II - Ma. Concepcion - Mabuhay I | - Mabuhay II - Malugay - Matungao - Monteverde - Pasi I - Pasi II - Santo Domingo - Subaan - Villareal - Zone I - Zone II - Zone III - Zone IV |

## Weblink
- Informationen der Philippine Statistics Authority über Socorro